# Эллиотсон, Джон
Джон Э́ллиотсон (англ. John Elliotson; 1791—1868), английский врач, доктор медицины Эдинбургского университета (1810) и Оксфордского университета (1821), член Королевского колледжа врачей (1822), член Лондонского королевского общества (1829), профессор теоретической и практической и медицины Университетского колледжа Лондона (1832), главный врач больницы Университетского колледжа (1834), а также, совместно с доктором Уильямом Коллинзом Энглдью, соредактор журнала The Zoist.
Джон Эллиотсон был плодовитым и влиятельным автором, уважаемым учителем, известным своими диагностическими навыками в качестве клинициста и в особенности чрезвычайно строгими рекомендациями. В частности, своим ученикам он говорил, что в первую очередь пациента следует не лечить, а ставить ему диагноз.
Он всегда находился на «переднем крае» своей профессии: был одним из первых в Британии, кто стал использовать и продвигать стетоскоп, и одним из первых в применении акупунктуры.

## Ранние годы. Образование
Джон Эллиотсон родился 29 октября 1791 года в Лондоне, в боро Саутуарк, в семье преуспевающего лондонского химика и аптекаря Джона Эллиотсона и его жены Элизабет Эллиотсон.
Он был личным учеником ректора гимназии Сент-Сейвьер в Саутуарке, после чего с 1805 по 1810 год изучал медицину в Эдинбургском университете, где он находился под влиянием Томаса Брауна, затем, с 1810 по 1821 год, обучался в Джизус-колледже в Кембридже. В обоих учреждениях он получил степень доктора медицины. Впоследствии Эллиотсон также проходил подготовку в Лондоне — в больнице св. Фомы (St Thomas' Hospital) и больнице Гая (Guy's Hospital). В 1831 году он был избран профессором теоретической и практической медицины Лондонского университета (ныне это Университетский колледж Лондона), а в 1834-м стал врачом больницы Университетского колледжа.

## Физические и иные характеристики
Ростом Эллиотсон едва ли доходил до 5 футов (152 см), обладал смуглым лицом и очень большой головой. После аварии с повозкой, случившейся в 1828 году, он стал прихрамывать.
Внешний вид Эллиотсона сильно контрастировал с обликом его коллеги и противника — врача Роберта Листона, профессора клинической хирургии Университетского колледжа, одного из самых быстрых хирургов всех времён (в одном из случаев Листон ампутировал пациенту ногу до середины бедра за 25 секунд), который обладал бледной кожей и ростом не менее 6 футов 2 дюймов (188 см). Листон яростно выступал против «заражения» больницы эллиотсоновскими демонстрациями «высших состояний» месмеризма (или, как его ещё называют, «животного магнетизма»).
Тем не менее, Эллиотсон пользовался большим уважением как лектор за структурированную ясность и театральную живость выступлений. Лекции, читавшиеся им в Университетском колледже, затем широко освещались в медицинской прессе. За годы он опубликовал ряд сборников своих лекций. На пике карьеры Эллиотсон был первым президентом Королевского медицинского и хирургического общества (Royal Medical and Chirurgical Society) (в 1833), членом Королевского колледжа врачей (Royal College of Physicians) и Лондонского королевского общества (Royal Society), у него была одна из крупнейших частных практик в Лондоне. В своё время он признавался одним из выдающихся врачей всей Британской империи.

## Френология и месмеризм
Увлёкшись френологией, Эллиотсон стал основателем и первым президентом Лондонского френологического общества (в 1823). Его интерес к месмеризму первоначально был вызван демонстрациями, проведёнными Ричардом Ченевиксом в 1829 году, и вновь пробудился благодаря демонстрациям Дюпоте Сенвуа в 1837-м.

### Сёстры Оки
Это побудило Эллиотсона начать эксперименты с сёстрами Оки, Элизабет (17 лет) и Джейн (15 лет), которые были госпитализированы в его больницу в апреле 1837 года для лечения от эпилепсии и истерии. Эллиотсону сразу бросилось в глаза сходство наблюдавшегося состояния рассудка у девушек во время припадка с тем, что наступает у месмеризованных объектов. Вскоре он начал использовать их в качестве испытуемых для публичных демонстраций так называемых «высших состояний» месмеризма: ясновидения, транспозиции чувств (зрение пальцами и т. д.), передачи мыслей, физического взаимопонимания (или «сообщества ощущений»), психического взаимопонимания и т. д. В 1837 году он совершенно безболезненно ввёл большую иглу с шёлковой нитью в шею Элизабет, старшей из сестёр, когда та находилась под гипнозом, и она даже не подозревала, что такое проникновение имело место. Убеждённый, что Элизабет обладает талантом к медицинскому ясновидению (способность видеть тело, диагностировать болезнь, назначать лечение и делать прогнозы), Эллиотсон посреди ночи отвел её в палату и велел поставить диагноз больному и назначить лечение…

### Томас Уэйкли
В августе 1838 года Томас Уэйкли провёл серию экспериментов над сёстрами на глазах у нескольких свидетелей. Его тесты были сосредоточены на том, чтобы понять, могут ли девочки отличить «загипнотизированную» воду от «неискажённой» воды. Когда им не удалось делать это постоянно, он объявил их мошенницами, а месмеризм — полной ошибкой. Фактически же эксперименты не установили, что девочки занимались обманом, и не доказали, что месмеризм — ложный метод. Однако к концу 1838 года Эллиотсон был вынужден уйти из больницы. Совет Университетского колледжа после нескольких месяцев обсуждения 27 декабря 1838 года принял резолюцию «поручить госпитальному комитету предпринять такие шаги, которые они сочтут наиболее целесообразными для предотвращения практики месмеризма или животного магнетизма в госпитале». Эллиотсон, прочитав содержание резолюции, немедленно отказался от всех своих назначений.
Уэйкли делал всё, что мог, как редактор журнала The Lancet и как частное лицо, чтобы противостоять Эллиотсону и выставлять все его усилия и начинания в худшем свете. К примеру, в дополнение к обширному диапазону статей, напечатанных в The Lancet за несколько лет, существует также антиэллиотсоновская работа, опубликованная под псевдонимом и приписываемая Уэйкли, в которой резко критикуются «странные» практики доктора Эллиотсона с его пациентками, в т. ч. его медицинские эксперименты над больными Элизабет и Джейн Оки (Undeniable facts concerning the strange practices of Dr. Elliotson, … with his female patients, and his medical experiments upon the bodies of … E. & J. Okey, etc, 1842, ныне хранится в Британской библиотеке). Ещё одна работа на эту же тему, написанная либо самим Уэйкли, либо одним из его сподвижников, находится в коллекции библиотеки Уэллком (Welcome Library).

## The Zoist
Эллиотсон и Уильям Коллинз Энглдью были соредакторами The Zoist (полное название — The Zoist: A Journal of Cerebral Physiology & Mesmerism, and Their Applications to Human Welfare), влиятельного британского журнала, посвящённого продвижению теорий и практик месмеризма и френологии, сбору и распространению отчётов об их применении, а также попыткам «соединить и согласовать практическую науку с малоизученными законами, регулирующими психическое строение человека». Журнал издавался ежеквартально, без перерыва, в течение почти тринадцати лет — с марта 1843 по январь 1856 года.
The Zoist печатался на высококачественной бумаге и ежеквартально выходил для подписчиков. Он также выпускался для более широкого круга читателей ежегодными томами. Хорошо написанный на чётком научном английском языке, он был посвящён распространению информации о применении френологии, а также сбору, хранению и распространению отчётов о терапевтической эффективности месмеризма. Отчасти журнал выступал как дисциплинарный центр обмена информацией и опытом как любителей, так и профессиональных практиков (и их субъектов) со всей Великобритании и её колоний. Всё это подчёркивало и демонстрировало полезность месмеризма не только для облегчения болезней и страданий, но и для проведения безболезненных операций.

## Гарвейская речь
Пик карьеры Эллиотсона пришёлся на 1846 год, когда подошла его очередь произнести Гарвейскую речь перед медиками Королевского колледжа. Несмотря на многие ревностные усилия, предпринимавшиеся с целью помешать ему это сделать, несмотря на шумную кампанию с письмами в медицинские журналы, сожалеющими по этому поводу, Эллиотсону, согласно протоколу колледжа, позволили предоставить трибуну как самому младшему члену, который до этого не имел привилегии выступать. Эллиотсон ухватился за эту возможность и подготовил блестящую речь. Ему представился великолепный повод для демонстрации свободомыслия. В своей речи он говорил, как самого Уильяма Гарвея поначалу высмеивали и презирали за идею, что кровь циркулирует по организму, как подвергались насмешкам и освистыванию вакцинации и прививки и т. д. Эллиотсон утверждал, что Гарвей так же, как и он, был вынужден бороться с укоренившимся консерватизмом медицинской профессии и скептиками, сопротивлявшимися его открытиям, и подчёркивал аналогию с нынешними невежественными критиками месмеризма. «Давайте же помнить, — говорил он, — обо всём этом: никогда не позволяйте власти, тщеславию, привычкам или страху выглядеть посмешищем, сделать нас безразличными и, тем паче, враждебными истине». Заключение речи Эллиотсона звучало особенно напыщенно:

«Никогда ранее, как сегодня, не была так насущна необходимость признать всё это. Совокупность представленных нам фактов не только замечательна в смысле физиологии и патологии, но также является предметом величайшей важности для предупреждения страдания человека от руки хирурга и при лечении болезней. Главные феномены бесспорны; авторы разных времён сообщали о них; и все мы, кто-то изредка, а кто-то каждый день, были их свидетелями. Что же необходимо было выяснить, так это могут ли они производиться искусственно, под нашим контролем, а выяснить это можно только экспериментальным путём. Высочайший императив нашей профессии — тщательно и беспристрастно прояснять эти феномены экспериментально, причём самостоятельно каждому врачу. Я проделывал это в течение десяти лет и без страха заявляю, что предупреждение боли при хирургических операциях, приостановка прогрессирования болезни, обеспечение хорошего самочувствия больных и излечение многих заболеваний, когда другие традиционные методы лечения не помогают, — все эти феномены истинны. И таким образом, во имя любви к истине, от имени нашей благородной профессии, от имени и во благо всего человечества, я призываю вас исследовать этот предмет».

## Месмерическая лечебница. Последующие годы
В 1840-х Эллиотсон был одним из инициаторов создания в Лондоне месмерической лечебницы, которую основал в 1849 году, однако обстоятельства уже сделали его реликтовым пережитком эпохи. Так, Джеймс Брейд решительно отделил гипнотизм от физикалистских теорий, которых придерживался Эллиотсон, и таким образом отслужил заупокойный молебен животному магнетизму. Хирургическая анестезия, являвшаяся главным практическим результатом месмеризма, вследствие введения химической анестезии стала попросту излишней. Более того, в 1850-х годах по Британии и США прокатилась спиритическая горячка, и в этой суете месмеризм был подзабыт.
Эллиотсон продолжал устраивать месмерические демонстрации в своей собственной резиденции на Кондуит-стрит, 37, Ганновер-сквер, которую он в конце концов оставил в 1865 году. Поскольку его репутация быстро падала, его некогда прибыльная практика также исчезла. Он умер без гроша за душой 29 июля 1868 года в Лондоне, в доме своего коллеги-медика Эдмонда Шеппарда Саймса (1805—1881).

## Вклад в медицину
По мнению биографа Фреда Каплана, «Эллиотсон сделал три важных вклада в историю психологии и медицины.
Подчёркивая физическую основу месмерических явлений и их основные причины, поскольку они обладают терапевтическим потенциалом, он продемонстрировал, что месмеризм можно эффективно использовать при заболеваниях, связанных с нервной системой, и в качестве анестезии при хирургических процедурах. Эллиотсон подходил к разуму через тело…
Кроме того, Эллиотсон был первым, кто попытался отделить операции месмеризма и условия процедуры от сознательных актов воли со стороны субъекта и оператора, пациента и врача… В своей оценке нерациональных и бессознательных элементов внутри процедуры [он] дал определённое направление и поддержку тем силам… которые закладывали основу для З. Фрейда и других сторонников взаимосвязи между бессознательным и психиатрической терапией.
Наконец, внушительное присутствие Эллиотсона в середине века и его широко освещаемая месмерическая деятельность обеспечили как степень легитимности, так и интеллектуальную стимуляцию, которая побудила Джеймса Брейда, манчестерского хирурга, разработать свои теории о роли внушения и самовнушения в месмеризме».

## Связи с миром литературы
Эллиотсона высоко ценили в литературных кругах. Так, Уильям Теккерей, другом которого он был, посвятил ему свой роман «Пенденнис», а доктор Гуденаф, персонаж последнего романа Теккерея «Приключения Филиппа» (1862), был основан на образе Эллиотсона, который посещал Теккерея в 1849 году, когда он перенёс опасную для жизни болезнь.
Эллиотсон был другом Чарльза Диккенса и познакомил того с месмеризмом. Уилки Коллинз, близкий друг Диккенса, описал Эллиотсона как «одного из величайших английских физиологов» и в романе «Лунный камень» привёл пример памяти, зависимой от состояния субъекта, из книги Эллиотсона по физиологии человека.

## В популярной культуре
Джон Эллиотсон — антагонист в игре Assassin's Creed, который проводит жестокие и фатальные эксперименты над безумными в Ламбетском убежище и является тайным членом Ордена тамплиеров. Позже его убивает мастер-ассассин Джейкоб Фрай.

## Список работ
- 1817 — J. Elliotson (trans.), J. F. Blumenbach. The Institutions of Physiology (Institutiones Physiologicæ).
- 1820 — J. Elliotson. Numerous Cases Illustrative of the Efficacy of the Hydrocyanic Or Prussic Prussic Acid in Affections of the Stomach., etc.. — London: Longman, Hurst, Rees, Orme, and Brown, 1820.
- 1827 — J. Elliotson. The Use of the Sulphate of Copper in Chronic Diarrhoea, to which are added some Observations on the use of Acupuncture in Rheumatism // Medico-Chirurgical Transactions. — Vol. 13. — Part 2. — 1827. — pp. 451–468.
- 1830 — J. Elliotson. On the Recent Improvements in the Art of Distinguishing the Various Diseases of the Heart, etc.. — London: Longman, Rees, Orme, Brown, and Green, 1830.
- 1832 — J. Elliotson. Acupuncture. — pp. 32–34 // In: J. Forbes, A. Tweedie & J. Conolly (eds.). The Cyclopædia of Practical Medicine: Comprising Treatises on the Nature and Treatment of Diseases, Materia Medica and Therapeutics, Medical Jurisprudence, etc. etc. — Vol. I (Abd-Ele). — London: Sherwood, Gilbert, and Piper, 1832.
- 1835 — J. Elliotson. Human Physiology. — London: Longman, Rees, Orme, Brown, Green & Longman, 1835.
- 1839 — J. Elliotson, N. Rogers. The Principles and Practice of Medicine, etc. — London: Joseph Butler, 1839.
- 1843 — J. Elliotson. Numerous Cases of Surgical Operations without Pain in the Mesmeric state, with Remarks upon the Opposition of many Members of the Royal Medical and Chirurgical Society and others to the Reception of the Inestimable Blessings of Mesmerism. — London: H. Ballière, 1843.
- 1843 — W. C. Engledue. Cerebral Physiology and Materialism, with the Result of the Application of Animal Magnetism to the Cerebral Organs: An Address delivered to the Phrenological Association in London, June 20, 1842, by W. C. Engledue, M.D.; With a Letter from Dr Elliotson, On Mesmeric Phrenology and Materialism. — London: J. Watson, 1843.
- 1844 — J. Elliotson. Case of Epilepsy Cured by Mesmerism // The Zoist: A Journal of Cerebral Physiology & Mesmerism, and Their Applications to Human Welfare. — Vol. 2. — No. 6 (July 1844). — pp. 194–238.
- 1846 — J. Elliotson. The Harveian Oration, Delivered before the Royal College of Physicians, London 1846, by John Elliotson, M.D. Cantab. F.R.S., Fellow of the College, With an English Version and Notes. — 1846.
- 1855 — J. Elliotson. An Instance of Sleep and Cure by Imagination only // The Zoist: A Journal of Cerebral Physiology & Mesmerism, and Their Applications to Human Welfare. — Vol. 12. — No. 48 (January 1855). — pp. 396–403.